# Привольное (Половинский район)
Привольное — село в Половинском районе Курганской области. Входит в состав Сухменского сельсовета.

## География
Расположено у одноимённого озера.

## История
До 1917 года входила в состав Куреинской волости Курганского уезда Тобольской губернии. По данным на 1926 год деревня Привольная состояла из 181 хозяйства. В административном отношении являлась центром Привольненского сельсовета Лопатинского района Курганского округа Уральской области.

## Население
| 1989 | 2002 | 2010 |
| ---- | ---- | ---- |
| 383  | ↘382 | ↘275 |

По данным переписи 1926 года в деревне проживало 1040 человек (464 мужчины и 576 женщины), в том числе русские составляли 99 % населения.